# Greenfield (Minecraft)
Greenfield là một thành phố hư cấu được tạo ra trong trò chơi điện tử thế giới mở Minecraft. Tính đến tháng 5 năm 2020, thành phố đã hoàn thành 1/5 và có quy mô 20 triệu khối. Thành phố được người dùng Minecraft THEJESTR bắt đầu vào tháng 8 năm 2011. Tính đến tháng 4 năm 2022, có khoảng 1,1 triệu lượt tải xuống của bản đồ thành phố. Theo thống kê của Planet Minecraft, Greenfield là bản đồ Minecraft được tải xuống nhiều thứ ba mọi thời đại.
Greenfield được thiết kế giống với bờ biển phía tây, lấy cảm hứng từ Los Angeles, và được xây dựng theo quy mô 1-1, với kích thước mỗi khối là một mét khối. Nó có nhiều đặc điểm khác nhau của một thành phố thực tế, chẳng hạn như các khu công nghiệp, bến cảng, giao thông công cộng, vùng ngoại ô và khu vực trung tâm thành phố. Với hàng nghìn công trình xây dựng, Greenfield liên tục được phát triển với tiêu chuẩn ngày càng cao về chất lượng công trình. Hầu hết mọi tòa nhà đều có nội thất tinh xảo, được kiểm tra chức năng mỗi khi công trình mới được xuất bản. Một nhóm có 10 đi người giám sát thành phố và hơn 400 người đã giúp xây dựng thành phố.

## Phản hồi từ các nhà phê bình
Gina Lees, viết cho PCGamesN, đã liệt kê Greenfield là một trong những thành phố Minecraft tốt nhất, viết rằng nó có "chi tiết thành phố đáng kinh ngạc" và một người "có thể dành nhiều thời gian lang thang qua các khu vực khác nhau". Stephany Nunneley của VG247 gọi thành phố là thật "tuyệt vời", và Chris Carter của Destructoid mô tả nó như một thành phố "sống và thở". Theo Bryan Lawver của Screen Rant, mức độ chi tiết của Greenfield khiến nó giống "một ảnh chụp màn hình từ SimCity hơn là một tác phẩm Minecraft hình khối khi nhìn từ trên cao". Dmitry Lapunov, cũng viết cho Screen Rant, nói rằng các đặc điểm của thành phố khiến nó "trông đáng tin", gọi thành phố là "một dự án của niềm đam mê chân thành". Nate Crowley của Rock, Paper, Shotgun nhận thấy địa hình của cảnh quan ấn tượng hơn chính thành phố, nói rằng nó khiến anh nhớ đến những người xây dựng hành tinh trong The Hitchhiker's Guide to the Galaxy.